# Enrico Toccacelo

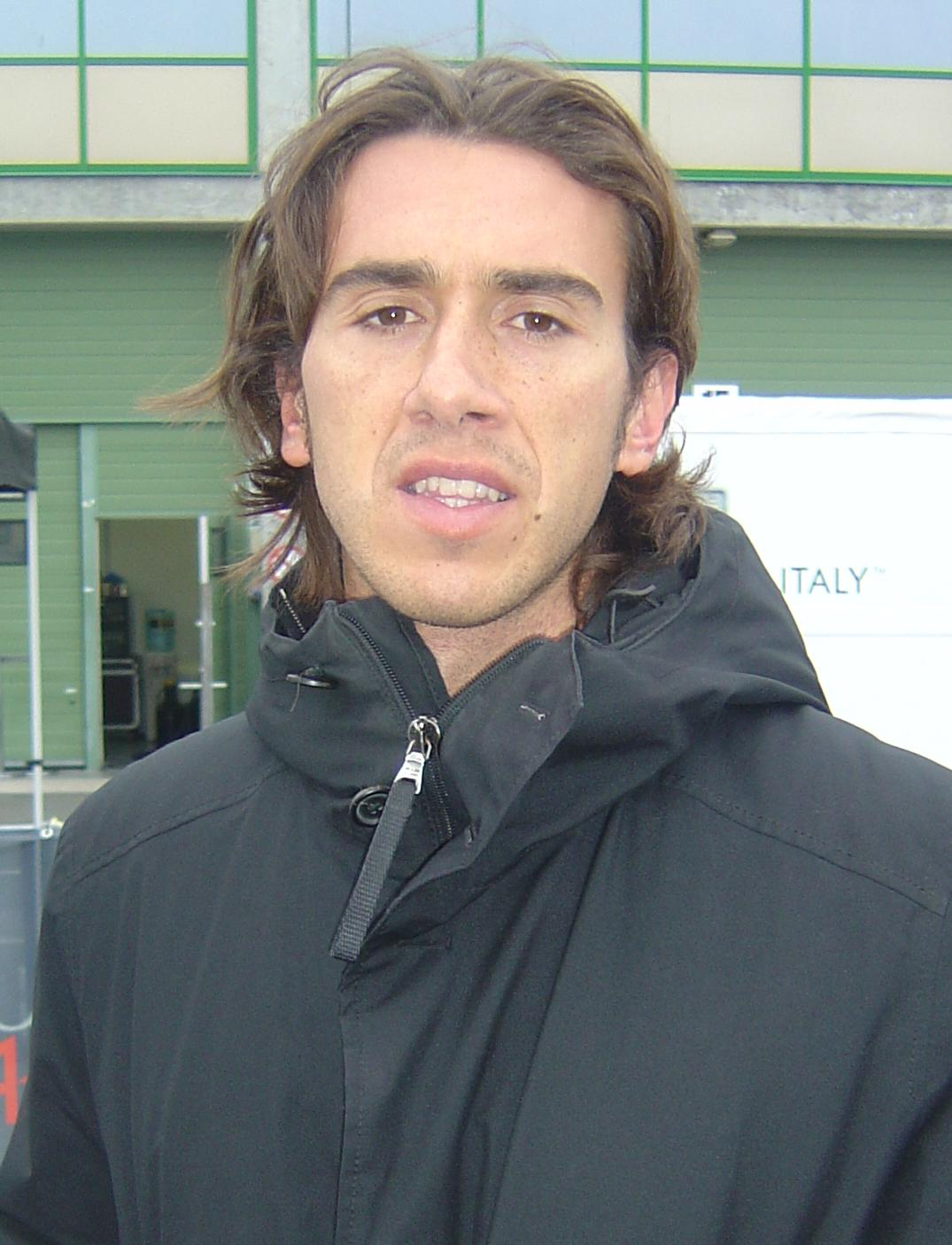
Toccacelo in 2007

Enrico Toccacelo (Rome, 14 december 1978) is een Italiaans autocoureur.
Hij reed tussen 2001 en 2004 in de Formule 3000 met als beste eindklassement een tweede plaats. Daarnaast won hij ook nog drie races. Omdat hij geen Formule 1-zitje kon bemachtigen ging hij in de Formule Renault 3.5 Series rijden in 2005. Datzelfde jaar werd hij wel nog een tijdje derde rijder bij Minardi waardoor hij in de trainingen op vrijdag kon rijden.
Hij race tegenwoordig ook in de A1 Grand Prix met A1 Team Italië. Daarnaast was hij ook nog gastrijder voor A1 Team Pakistan voor twee races in het eerste seizoen omdat zij geen rijder vonden voor de Grand Prix van Zuid-Afrika. Hij werd de eerste twee races van het tweede seizoen vervangen door Pier Guidi Alessandro maar kwam de derde race toch opnieuw in het team. Hij won onmiddellijk de hoofdrace.